# Darren Smith
Darren Ross Smith (* 21. September 1972; † 17. November 1992 in Yatala) war ein australischer Radrennfahrer.
Darren Smith begann mit dem Radsport als BMX-Fahrer. Sein erstes großes Rennen im Straßenradsport bestritt er im Frühjahr 1991 mit dem Commonwealth Bank Cycle Classic in Sydney, in dem er Zweiter hinter dem Deutschen Thomas Liese wurde. 1992 wurde er Dritter in der Gesamtwertung der Schweden-Rundfahrt.
Ebenfalls 1992 startete Smith bei den Olympischen Spielen 1992 in Barcelona im Straßenrennen und belegte Rang 16; mit 19 Jahren war er der jüngste unter den besten 20 Fahrern des Rennens. Lance Armstrong, der bei diesem Rennen 14. wurde, hatte im Vorfeld auf ihn als Sieger getippt. Aufgrund seiner hervorragenden Leistungen in jungem Alter galt Darren Smith als große Hoffnung des australischen Radsports.
Drei Monate nach den Olympischen Spielen wurde Darren Smith beim Straßentraining in der Nähe von Gold Coast von einem Lastwagen angefahren. Er war sofort tot.
An der Gold Coast zwischen Coolangatta und Paradise Point erinnert die Radroute The Darren Smith Memorial Route an ihn. Zu seinen Ehren richtet der Gold Coast Cycling Club seit 1994 jährlich das Kriterium Darren Smith Cycling Classic aus, das Smiths bester Freund Robbie McEwen dreimal gewann. Das Australian Institute of Sport vergab in einigen Jahren den Darren Smith Memorial Scholarship Award for Road Cycling an junge Radsportler, darunter an später so erfolgreiche Fahrer wie Luke Durbridge.